# Echemeia
Echemeia (altgriechisch Ἐχέμεια Echémeia, lateinisch Ethemea, manchmal auch Echemea) ist eine Person der griechischen Mythologie.
Sie ist die Gattin des Merops, dem König der Meroper, und Mutter der Kos. 
Als Echemeia sich weigerte, weiter der Artemis zu dienen, will diese sie mit einem Pfeil töten. Bevor das geschieht, nimmt Persephone sie in den Hades mit.
Eine namentlich nicht genannte Tochter des Merops erscheint in Euripides’ Stück Helena. Diese frevelt der Artemis durch ihre Schönheit und wird von ihr zur Strafe in eine goldgehörnte Hindin verwandelt.